# Tomeu Rigo
Tomeu Rigo Gual, (Campos, Baleares, 8 de mayo de 1997) es un jugador de baloncesto español, que juega en la posición de escolta en el equipo del Obradoiro CAB de la Primera FEB.

## Trayectoria deportiva
El jugador, que militó varias temporadas en el Bahía San Agustín para irse en la categoría cadete al club sevillano, se proclamó campeón de España cadete con el club en junio de 2012 en Marín (Pontevedra) y posteriormente en 2013 , se proclamó campeón de Europa con la selección española.
Rigo disputó en 2014 su último año en edad júnior y en 2015, se le hace ficha de jugador del primer equipo para tener la oportunidad de pelear por un sitio entre los mejores jugadores del baloncesto nacional.
El jugador mallorquín, debutó en 2015 en la Liga Endesa, cumpliendo su quinta campaña en el Baloncesto Sevilla, al que llegó en edad cadete. Internacional con las categorías inferiores de la selección española, Tomeu Rigo se colgó el oro europeo con la U16 en 2013. Con el club se proclamó campeón de España cadete en la temporada 11-12 y campeón del Torneo Internacional de Roma en la 13-14.
En febrero de 2016 es cedido para jugar en la LEB Oro con el Cáceres CB Patrimonio de la Humanidad. Tras la cesión vuelve a las filas del Club Baloncesto Sevilla donde juega la temporada 2016-17. La temporada siguiente es cedido al Aceitunas Fragata Morón de la LEB Plata.
En agosto de 2018 ficha por el Bilbao Basket de la LEB Oro por una temporada.
Tras ascender de la LEB Oro el escolta renueva con los hombres de negro y realiza su tercera campaña en la liga Endesa. Durante la temporada 2020-2021 sufre su segunda lesión en los ligamentos cruzados y el club ejerce automáticamente su renovación. En la temporada 2022-2023 se convierte en el capitán del equipo y en pretemporada vuelve a tener otra grave lesión en forma de recaída en los ligamentos y le deja el año en blanco. 
Bilbao Basket renueva a Tomeu el verano de 2023 y el capitán seguirá como hombre de negro.
En julio de 2024, el Obradoiro CAB anuncia su fichaje por una temporada para la participación del equipo en Primera FEB.

## Selección española
Ha sido internacional en categorías inferiores en la Selección española. Fue integrante de la selección sub-16 que venció en el Campeonato de Europa de Baloncesto u-16 de Kiev en agosto de 2013 y de la selección sub-20 finalizando en cuarta posición en el Campeonato de Europa de Baloncesto u-20